# Unfaithful (cântec)
Unfaithful este cel de-al doilea disc single extras de pe albumul A Girl Like Me, al cântăreței de origine barbadiană Rihanna. La scurt timp de la data lansării piesa a devenit un hit la nivel internațional, câștigând poziții foarte bune în clasamentele de specialitate din Canada, Franța și Elveția.
Versurile sale au fost scrise de către Ne-Yo, Tor Erik Hermansen și Mikkel S. Eriksen și a fost produs de Stargate. Melodia vorbește despre o femeie care este implicată într-o relație cu un bărbat, dar care are o aventură. Femeia începe să realizeze că are un iubit alături, pe care îl rănește înșelându-l. Cântecul și videoclipul par a fi bazate după filmul cu același nume. Multe posturi radio, majoritate deținute de către Clear Channel, au editat melodia și au difuzat numai acea versiune modificată în care cuvântul gun (armă, pistol) a fost exclus.
Single-ul acesta are o semnificație specială pentru artistă, fiind scris pentru a reda o situație întâlnită în viața sa personală, la vârsta de paisprezece ani, când ea a avut parte de o experiență neplăcută în dragoste.
Deși melodia a câștigat poziții importante în topuri, ea a fost criticată în rândul fanilor și al criticilor, fiind prima sa baladă lansată, după o perioadă în care a cântat numai R&B și raggae. Performanța sa vocală a fost de asemenea un subiect controversat. Shaun Kitchener a declarat că „Nu există niciun dubiu că vocea sa este puternică", iar Bill Lamb a spus că „vocea Rihannei nu este foarte puternică. Sunt puncte în care vocea sună slabită."
Clipul muzical însoțitor al piesei a fost regizat de Anthony Mandler , filmat în martie 2006 și a avut premiera în mai 2006. O prezintă pe Rihanna într-un triunghi amoros în care se luptă să aleagă între interesul ei romantic și iubitul ei și regretă că l-a înșelat pe primul.  De la lansare, „Unfaithful” a devenit un element de bază al spectacolelor live ale Rihannei.  În 2006, a interpretat-o la ceremonii de premiere, cum ar fi Mobo Awards și World Music Awards.  Cântecul a fost pe lista de set a trei dintre turneele ei majore, Good Girl Gone Bad (2007–09), Last Girl on Earth Tour (2010–11) și Loud Tour (2011).